# Brachythecium glaciale
Brachythecium glaciale är en bladmossart som först beskrevs av Niels Bryhn, och fick sitt nu gällande namn av Johann Amann 1918. Brachythecium glaciale ingår i släktet gräsmossor, och familjen Brachytheciaceae. Inga underarter finns listade i Catalogue of Life.